# Quadrilatero

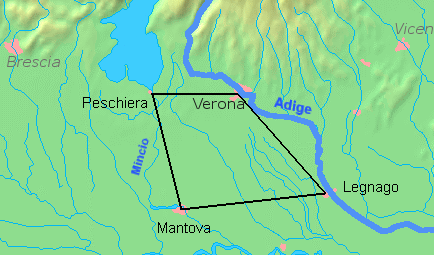
Quadrilatero

De Quadrilatero, of Quadrilaterale forten, is de naam van een Oostenrijkse verdedigingslinie in Noord-Italië die tussen 1815 en 1866 operatief was. De linie bestond uit de vestingsteden Peschiera, Verona, Legnago en Mantua, die vanuit de lucht bezien in een vierkant lagen.
De strategische waarde van de stelling werd versterkt door het gebruik van rivieren als natuurlijke obstakels. De twee westelijke forten, Peschiera aan het Gardameer en Mantua verder naar het zuiden, lagen beide aan de rivier de Mincio. De twee oostelijke forten, Verona en Legnago lagen aan de rivier de Adige. Het omzeilen van de forten via het zuiden werd bemoeilijkt door het verloop van de Po. Door zijn prominente positie in de regio zorgde de Quadrilatero ervoor dat de Oostenrijkse controle over Noord-Italië werd vergemakkelijkt. Hoewel het voor vijanden nog steeds mogelijk was om door het gebied op te rukken, konden zij de Oostenrijkers alleen uit de regio verjagen als ze alle forten wisten te veroveren.
Tussen 1815 en 1848 waren de vier forten van de Quadrilatero de enige moderne en goed onderhouden verdedigingswerken in het Habsburgse rijk. Na 1850 werd de strategische waarde van de Quadrilatero versterkt door het feit dat de spoorweg tussen Milaan en Venetië door het gebied liep. Ook de bevoorrading van de forten werd hierdoor vergemakkelijkt.
Na de Tweede Italiaanse Onafhankelijkheidsoorlog ontstonden er zorgen over de vraag of de forten moderne artillerie konden weerstaan. Dit bracht de Oostenrijkers ertoe acht extra forten te bouwen om de Quadrilatero mee te versterken. Deze forten lagen rond Verona en waren Fort Parona, Fort Lugagnano, Fort Dossobuono, Fort Azzano, Fort Tomba, Fort San Michele, Fort Cà Vecchia en Fort Cà Bellina. Verona zou voortaan als hoofdfort en depot van de Quadrilatero gaan functioneren. De bouw van de nieuwe forten werd in het voorjaar van 1866 voltooid. In de zomer van dat jaar werd de Quadrilatero gebruikt om de Italiaanse opmars door Venetië tijdens de Derde Italiaanse Onafhankelijkheidsoorlog te bemoeilijken. Door de uiteindelijke Italiaanse overwinning in deze oorlog kwam de Quadrilatero in Italië te liggen. Hierdoor raakte de stelling spoedig in onbruik.
Het lot van de fortificaties was wisselend, bij Mantua en Legnago zijn ze ontmanteld. Ook de forten San Michele, Cà Vecchia en Cà Bellina bestaan niet meer. Bij Parona en Tomba liggen enkel nog ruïnes hoewel de forten bij Lugagnano, Dossobuono en Azzano nog intact zijn. Ook de wallen van Peschiera en Verona bestaan tot in de 21e eeuw voort.